# Natuurpark Lelystad
Natuurpark Lelystad is een natuurrijk recreatiegebied bij Lelystad dat beheerd wordt door de stichting Het Flevo-landschap. Het is ontstaan in de jaren 1970 omdat de Amsterdamse dierentuin Artis behoefte had aan extra ruimte voor grote hoefdieren. In het park worden in grote omheinde terreinen allerlei dieren uit het Euraziatische gebied gehouden die in het wild niet vaak meer voorkomen of (ernstig) bedreigd zijn, zoals wisenten, paterdavidsherten en przewalskipaarden. Natuurpark Lelystad is de enige plek in Nederland waar elanden te zien zijn.
Het totale gebied is 400 hectare groot en bestaat afwisselend uit waterpartijen, rietvelden, grasland en gemengd bos. De grotere plassen in het park zijn ontstaan door zandwinning voor de aanleg van de nabijgelegen A6. De leefgebieden van de dieren zijn zo groot en divers ingericht dat zij natuurlijk gedrag vertonen en niet bijgevoerd hoeven te worden. In het Natuurpark Lelystad bevinden zich verder onder meer de gereconstrueerde prehistorische nederzetting Swifterkamp, een bezoekerscentrum en een restaurant. Er ligt bijna 18 kilometer aan verharde en onverharde wandel- en fietspaden in het park, gemotoriseerd verkeer is niet toegestaan. Het park is het gehele jaar door, elke dag toegankelijk tussen zonsopgang en zonsondergang.

## Diersoorten
Een aantal diersoorten vormt onderdeel van een fokprogramma dat herintroductie in het wild of versterking van nog aanwezige populaties mogelijk maakt. In het park zijn de volgende dieren te zien:
- Edelhert
- Eland
- Otter
- Moeflon
- Ooievaar
- Paterdavidshert
- Przewalskipaard
- Wild zwijn
- Wilde zwaan
- Wisent
- Bever
- Bunzing
- Egel
- Hermelijn
- Konijn
- Ree
- Vos
- Wezel

## Uitgezette dieren
Natuurpark Lelystad speelt sinds de oprichting in 1974 een rol bij fokprogramma's van bedreigde diersoorten en de herintroductie van deze diersoorten in het wild. Vanuit Lelystad zijn of worden de volgende dieren uitgezet:
Sinds 1976 leeft een kudde wisenten in Natuurpark Lelystad. Door de jaren heen zijn bijna honderd wisenten uit deze kudde uitgezet in Nederland en (onder meer) Polen, Wit-Rusland, Letland, Kroatië, Duitsland, Schotland, België, Spanje en Denemarken. De huidige kudde bestaat uit ongeveer vijfentwintig dieren: een basiskudde van tien koeien, een stier en hun nakomelingen van de laatste twee jaar. Vrijwel ieder jaar worden dieren uitgezet in andere parken en natuurgebieden.
In het verleden speelde het park een belangrijke rol bij het fokken, in quarantaine plaatsen en transporteren van przewalskipaarden voor een herintroductie in Nationaal Park Hustain Nuruu in Mongolië. Inmiddels leven daar weer voldoende dieren om de soort in stand te houden. Momenteel zijn in het park nog przewalskipaarden te zien, waarvan de familieleden in Mongolië leven. Met deze dieren wordt niet gefokt.
Bevers zijn aanwezig sinds 1988. In 1991 wist een aantal bevers te ontsnappen en zich buiten het park te vestigen en van daaruit te verspreiden over Flevoland. Tegenwoordig leven naar schatting twintig bevers in het natuurpark in meerdere burchten. In 2008 zijn twee Lelystadse bevers uitgezet in Nationaal Park De Biesbosch.

## Trivia
In de begintijd beschikte het park ook over rendieren, deze zijn later verhuisd naar Ouwehands Dierenpark in Rhenen.
In 1972 werd in het park een scheepswrak uit de 19e eeuw, genaamd “De Zeehond”, opgegraven. In 2009 werd dit verplaatst naar de afdeling Scheepsarcheologie van de Rijksdienst voor het Cultureel Erfgoed in Lelystad, waar het wrak nu te bezichtigen is.
In 2016 is het "Wisentpad" geopend. Dit is een pad dat bezoekers een stukje door het verblijf van de wisenten en przewalskipaarden leidt. Soortgelijke paden lopen ook door de verblijven van de edelherten- en de paterdavidsherten.
In 2016 is gestopt met het houden van kleinklauwotters.
Op 12 januari 2023 is de otter Freekje op 19-jarige leeftijd doodgegaan. Ze werd in 2004 geboren in het Russische Novosibirsk Zoological Park en werd door Staatsbosbeheer samen met haar zusje naar Nederland gehaald om de otterpopulatie te versterken. Door gezondheidsproblemen kon haar herintroductie in de natuur niet doorgaan en daarom werd het dier noodgedwongen opgevangen in het otterverblijf van Natuurpark Lelystad. Freekje verscheen in regionale en landelijke tv-items en zo werd ze populair. Normaal worden otters zo'n drie tot zes jaar oud en met 19 jaar werd Freekje bijzonder oud voor een otter. De dierenarts heeft haar laten inslapen in het Natuurpark.

## Foto's

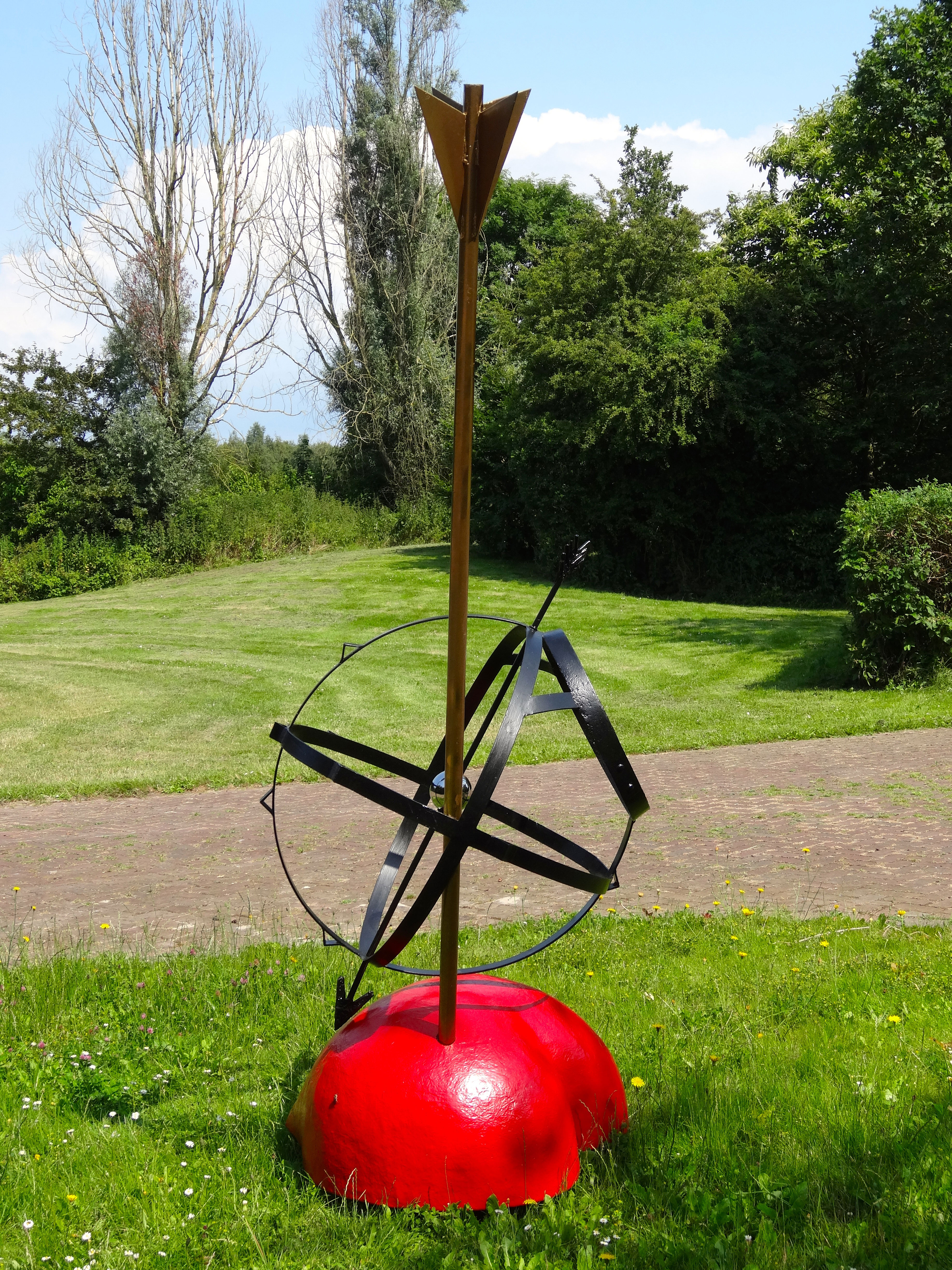
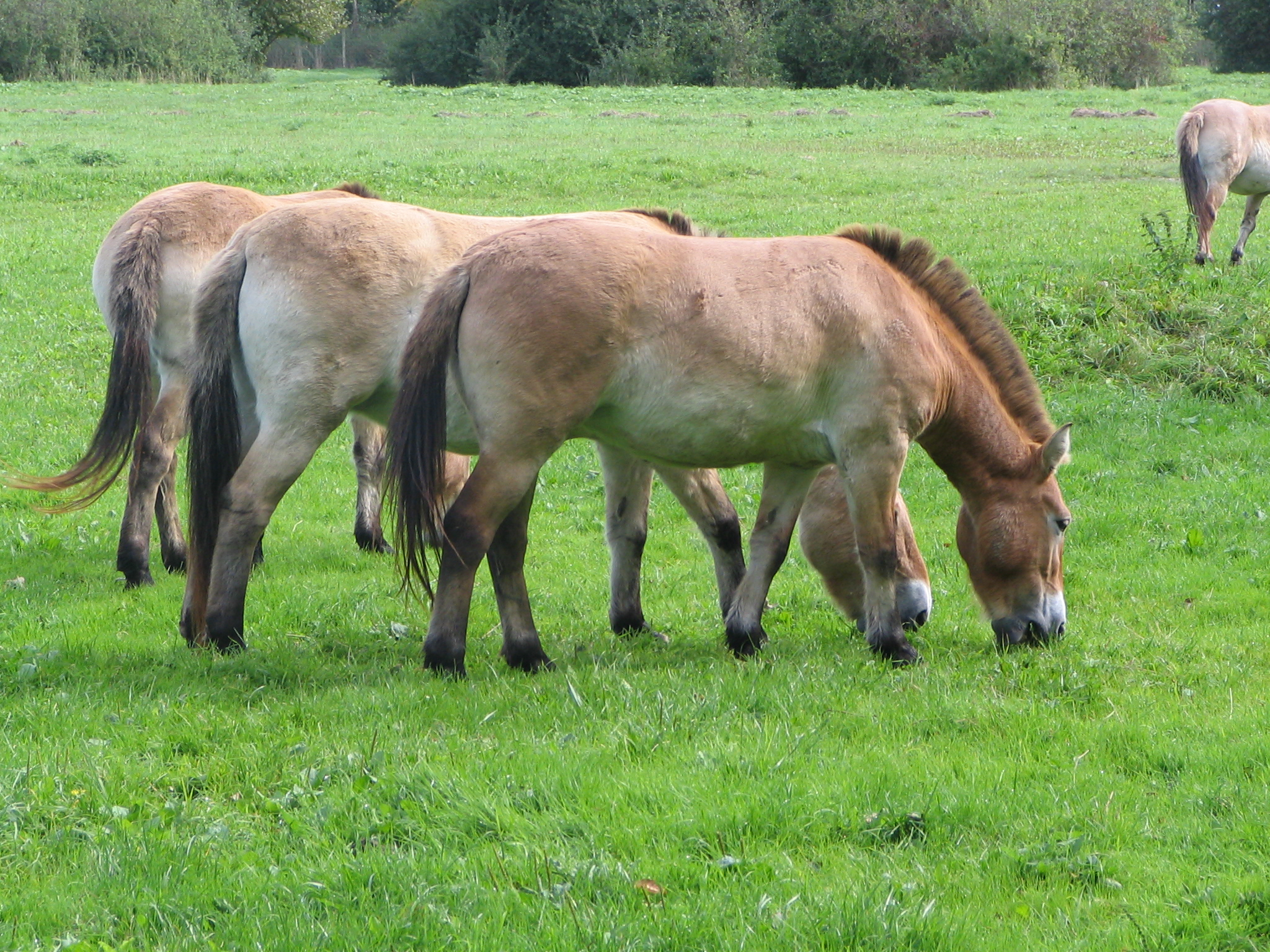
Przewalskipaarden
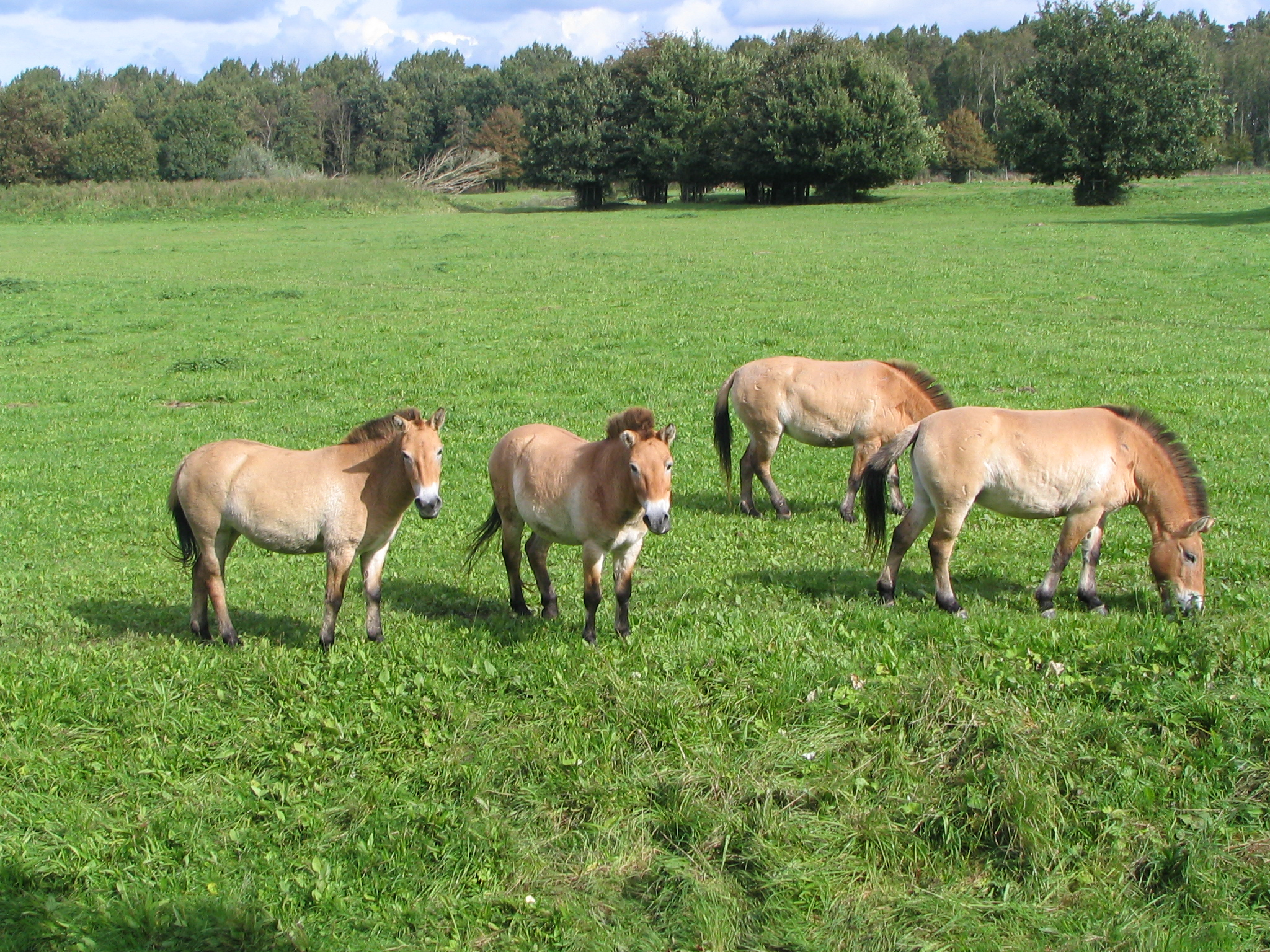
Przewalskipaarden
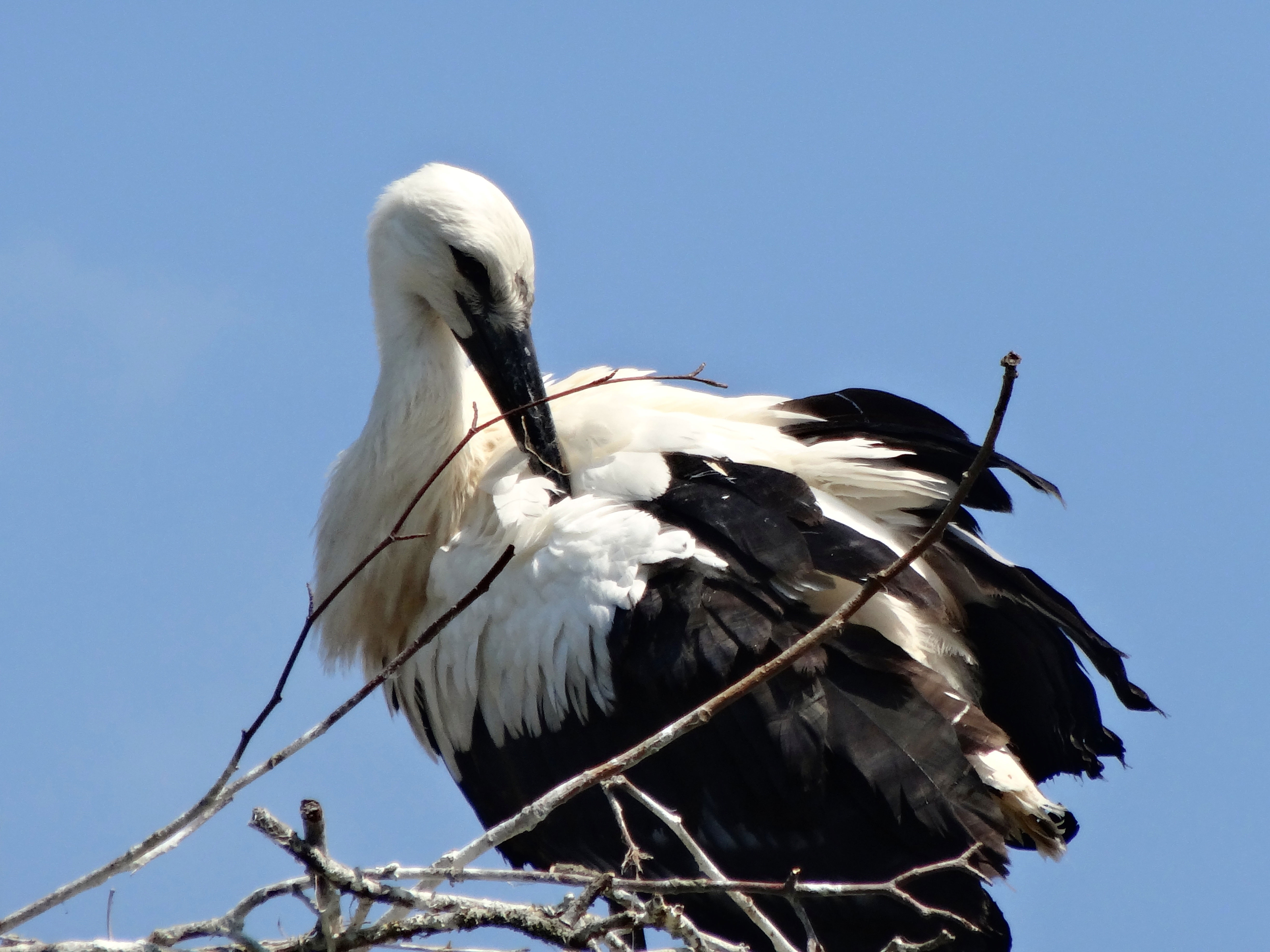
Ooievaar
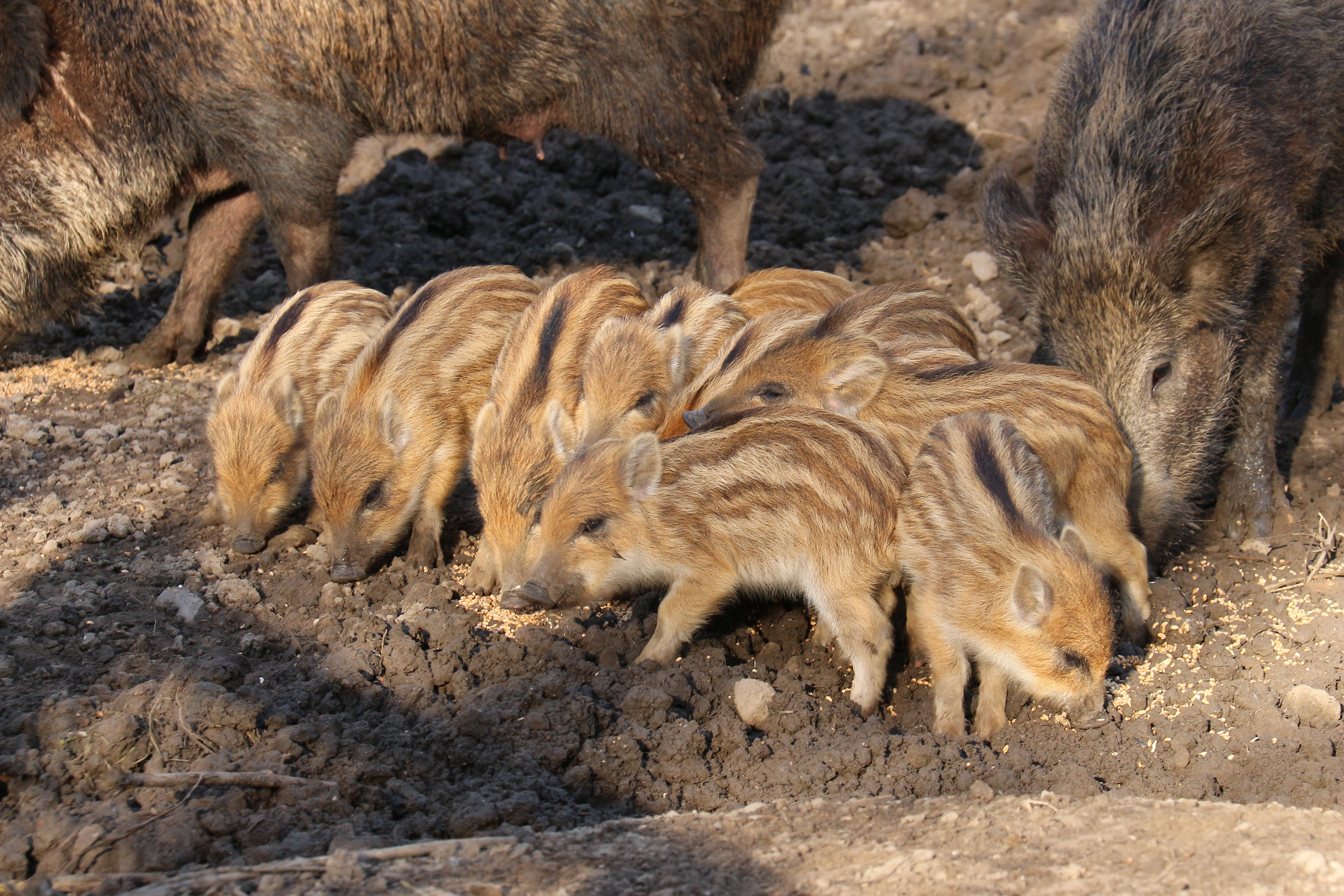
Wilde zwijnen
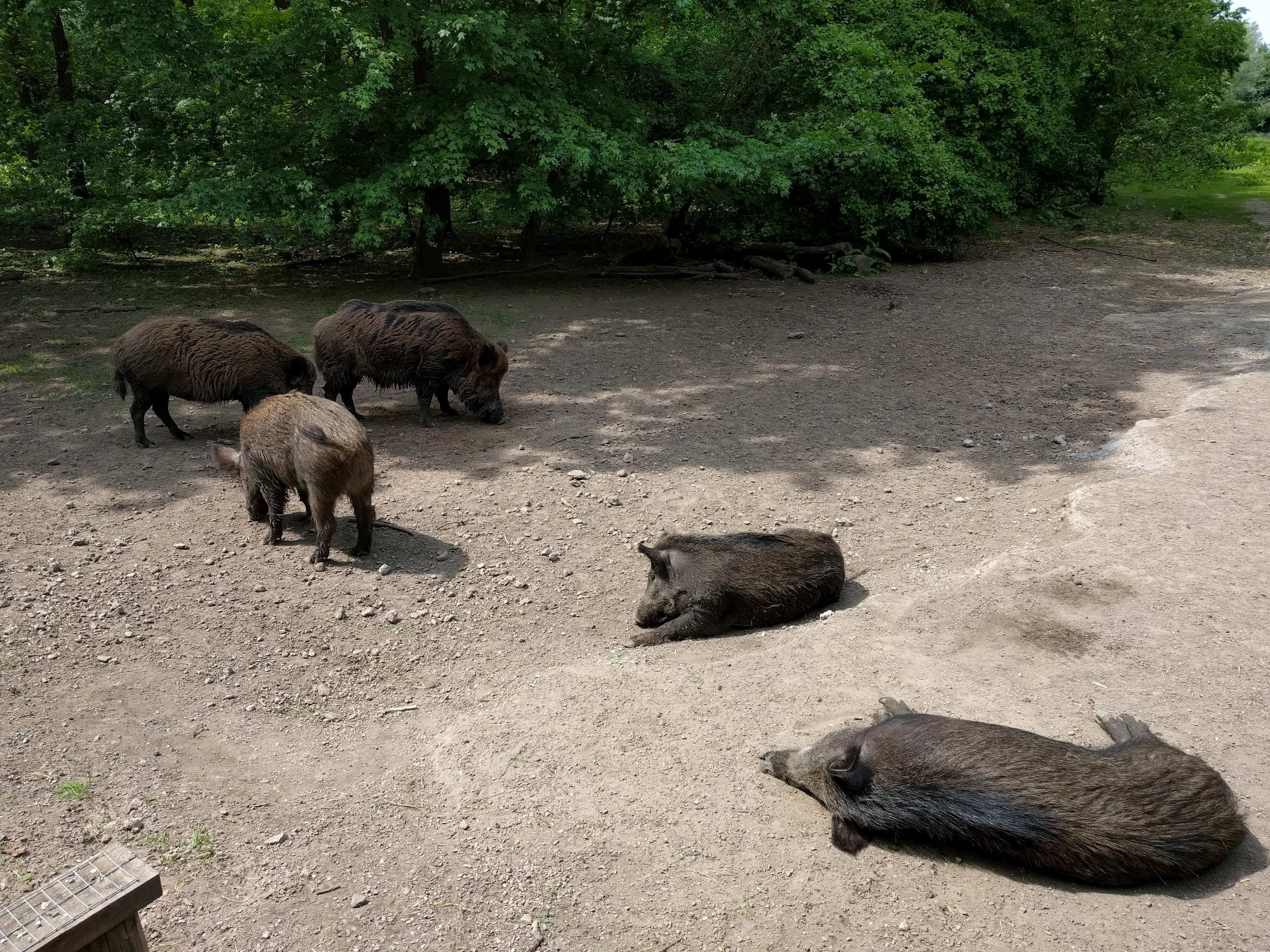
Wild zwijn
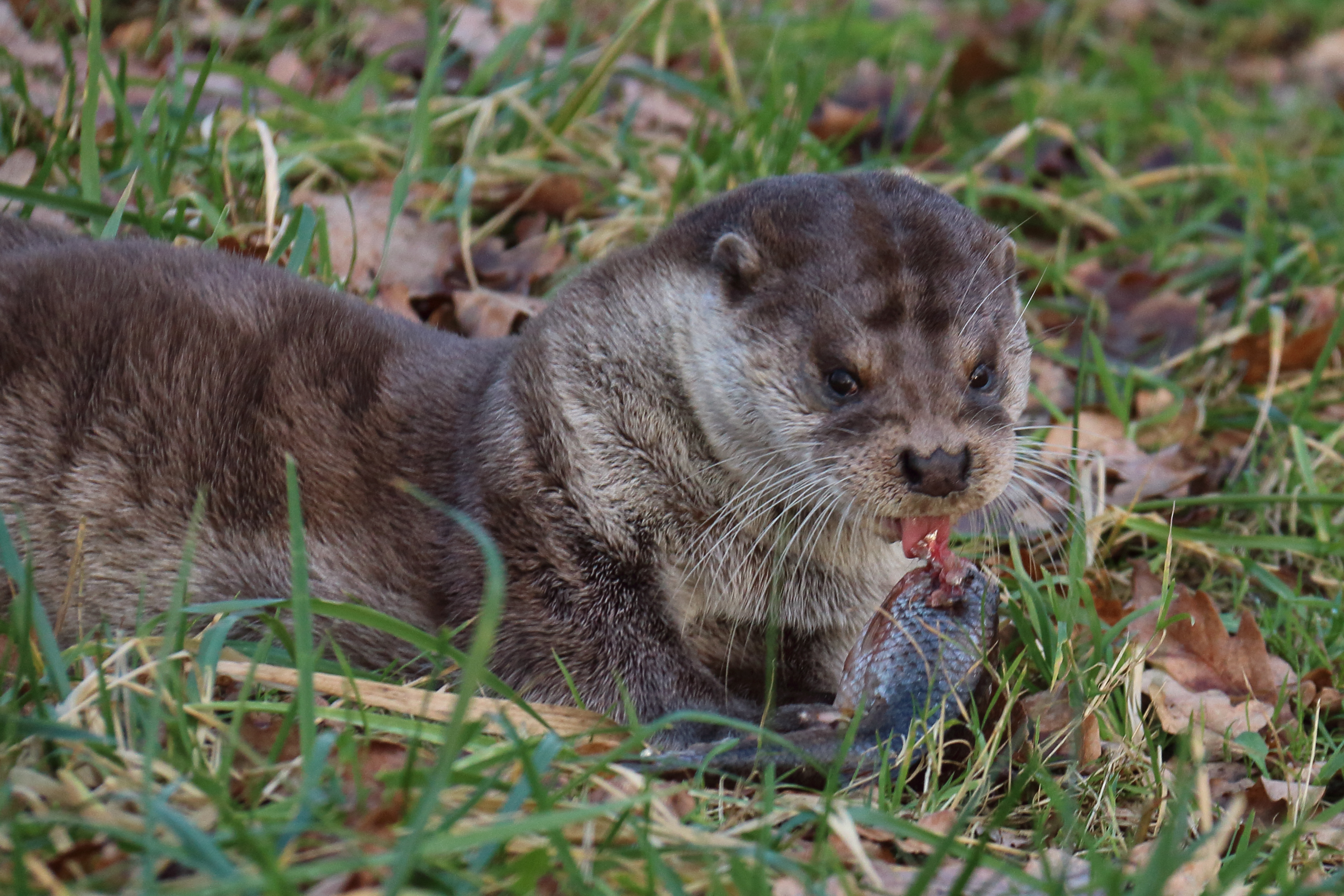
Otter
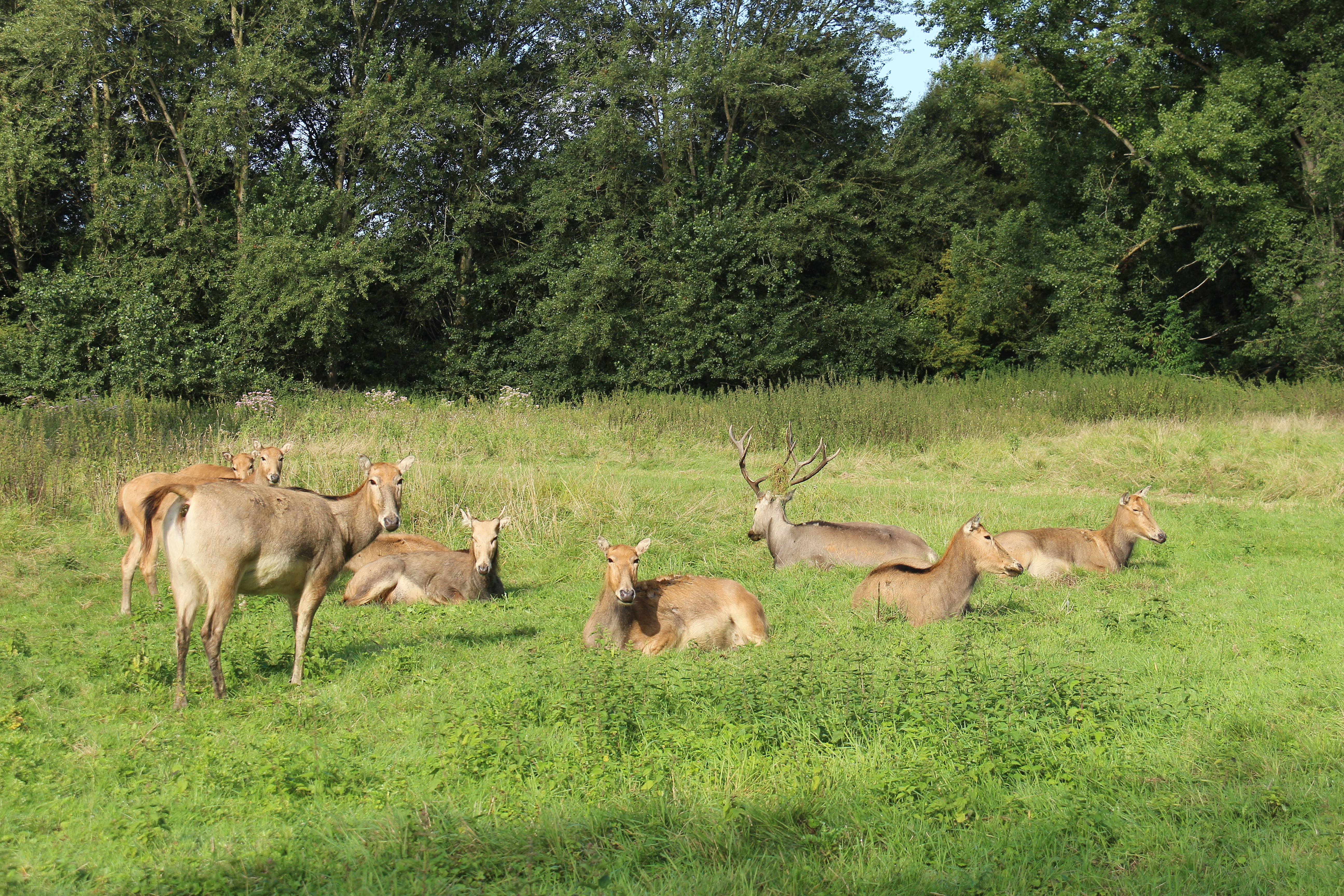
Pater davidsherten
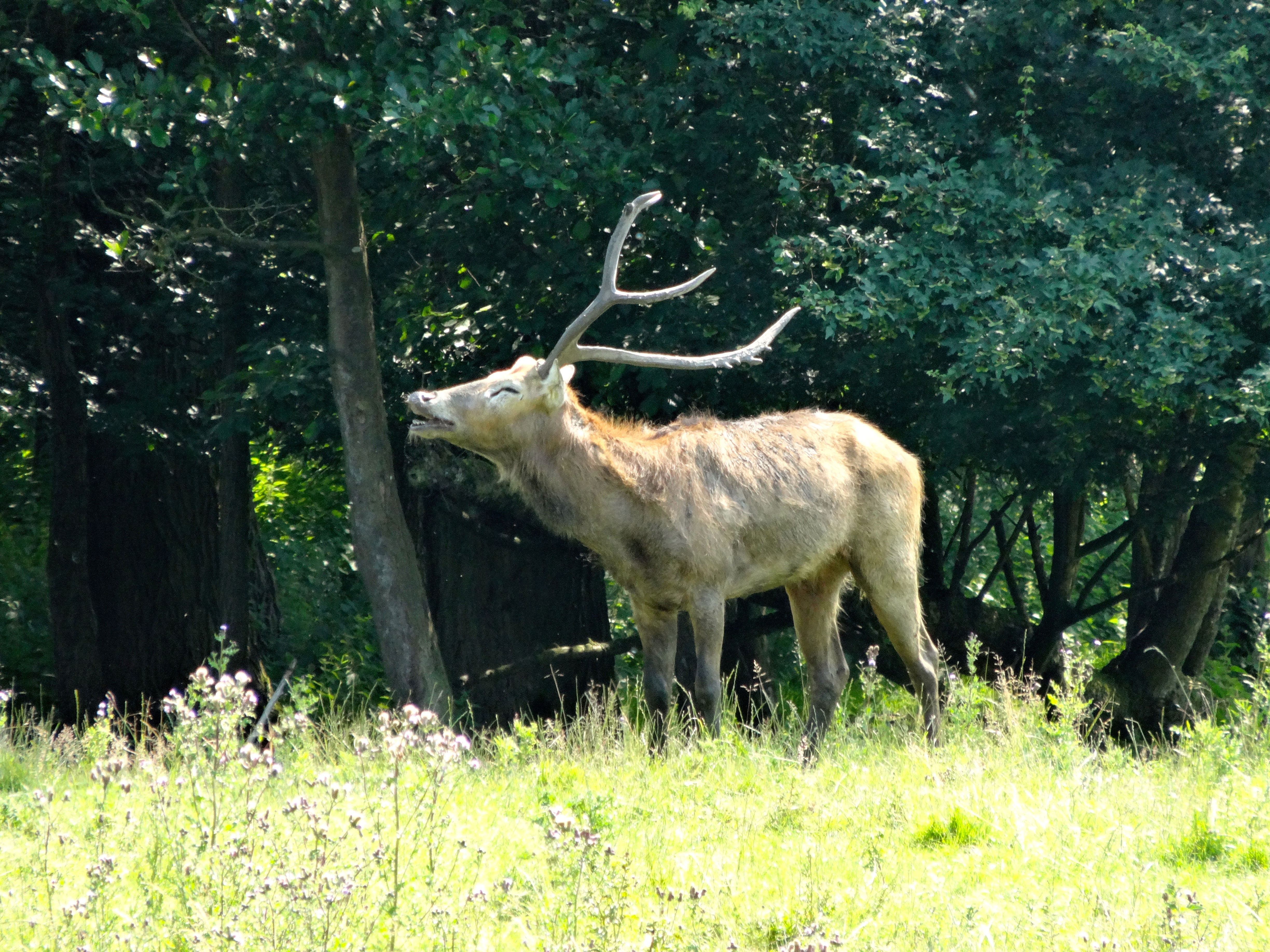
Pater davidshert